# Lomatia multifasciata
Lomatia multifasciata är en tvåvingeart som beskrevs av Austen 1937. Lomatia multifasciata ingår i släktet Lomatia och familjen svävflugor.
Artens utbredningsområde är Israel. Inga underarter finns listade i Catalogue of Life.